# 57e brigade d'infanterie (Empire allemand)
Pour les articles homonymes, voir 57e brigade.
La 57e brigade d'infanterie est une grande unité de l'armée prussienne.

## Histoire
La 57e brigade d'infanterie est créée en 1814 sous le nom de 3e brigade d'infanterie de l'armée badoise et fait partie à partir de 1815 des unités militaires de la Confédération germanique. Le 1er juillet 1871, elle est rebaptisée 57e brigade d'infanterie dans le cadre de la convention militaire conclue le 25 novembre 1870 entre la Confédération de l'Allemagne du Nord et Bade. De 1871 au 15 septembre 1916, la brigade fait partie de la 29e division d'infanterie de Fribourg-en-Brisgau, qui est affectée au 14e corps d'armée. L'unité appartient ensuite  jusqu'à sa dissolution fin janvier 1917 à la 212e division d'infanterie.

### Composition
- 1871

113e régiment d'infanterie, 114e régiment d'infanterie, 112e régiment de Landwehr
- 1872

113e régiment d'infanterie, 114e régiment d'infanterie, 113e régiment de Landwehr
- 1873 à 1887

113e régiment d'infanterie, 114e régiment d'infanterie, 113e régiment de Landwehr, 114e régiment de Landwehr
- 1888

112e régiment d'infanterie (de), 113e régiment d'infanterie, 112e régiment de Landwehr, 113e régiment de Landwehr
- 1889 à 1890

Comme en 1871
- 1891 à 1914

113e régiment d'infanterie, 114e régiment d'infanterie
- Composition de guerre lors de la mobilisation en août 1914

113e régiment d'infanterie, 114e régiment d'infanterie
- Composition de guerre 1916/1917

Du 26 décembre 1916 au 12 janvier 1917, la brigade reçoit également le 415e régiment d'infanterie et du 3 janvier 1917 au 13 janvier 1917 le 416e régiment d'infanterie.

### Première Guerre mondiale
Avec la mobilisation d'août 1914, la brigade doit créer le bataillon de remplacement de la 57e brigade et est dissoute fin janvier 1917. Dans le cadre de la 29e division d'infanterie, elle est déployée exclusivement sur le front occidental

### Commandants de la brigade
À partir de 1871, l’attribution des postes est déterminée par l’administration militaire prussienne.
| Nom                                             | Date                                            |
| ----------------------------------------------- | ----------------------------------------------- |
| 3e brigade d'infanterie (grande-ducale badoise) |                                                 |
| Ludwig Brückner                                 | 1814 à 1815                                     |
| Ludwig Waag (de)                                | 1859                                            |
| Adolf Keller (de)                               | 1867                                            |
| 57e brigade d'infanterie                        |                                                 |
| Adolf Keller                                    | 1er juillet 1871 au 11 novembre 1871            |
| Gustav von Weller                               | 12 novembre 1871 au 10 juin 1872                |
| Friedrich Wilhelm von Falkenhausen              | 11 juin 1872 au 27 novembre 1879                |
| Barthold von Ditfurth                           | 28 novembre 1879 au 11 novembre 1884            |
| Karl von Gerhardt                               | 12 novembre 1884 au 3 août 1888                 |
| Friedrich von Ziegler (de)                      | 4 août 1888 au 23 mars 1890                     |
| Philipp von Fischer-Treuenfeld (de)             | 24 mars 1890 au 16 mai 1892                     |
| Franz von der Mülbe                             | 17 mai 1892 au 29 mai 1896                      |
| Georg von Braunschweig                          | 20 mai 1896 au 14 juin 1898                     |
| Joseph von Fallois (de)                         | 15 juin 1898 au 17 mai 1901                     |
| Emil Kutzen                                     | 18 mai 1901 au 26 janvier 1905                  |
| Thilo von Tresckow (de)                         | 27 mai 1905 au 15 octobre 1906                  |
| Eugen Marschall von Sulicki                     | 16 octobre 1906 au 21 mars 1910                 |
| Arnold von Winckler                             | 22 mars 1910 au 20 avril 1911                   |
| Kurt von Kehler                                 | 21 avril 1911 au 25 février 1914                |
| Franz von Trotta gen. von Treyden (de)          | 26 février 1914 au 10 janvier 1915              |
| Wilhelm Otto Karl Neubaur                       | 11 janvier 1915 au 8 janvier 1916               |
| Hans Wilhelm August Paris                       | 9 janvier 1916 au 31 janvier 1917 (dissolution) |